# ألفريدو كانثاك
ألفريدو كانثاك (بالإنجليزية: Alfredo Kanthack) هو أخصائي علم الأمراض وعالم أحياء دقيقة برازيلي من مواليد 4 مارس 1863 بولاية باهيا البرازيلية.

## النشأة
ولد ألفريدو أنتونيس كانثاك الذي هو الابن الثاني لإميليو كانثاك في 4 مارس 1863 في باهيا بالبرازيل. عاش في البرازيل حتى سن السادسة، عندما انتقل رفقة عائلته بحكم أعمال والده إلى ألمانيا سنة 1869، ثم إلى ليفربول في سنة 1881.  عاد والده بعدها إلى البرازيل في سنة 1886 حيث اشتغل هناك كقنصل بريطاني في بارا. 

## التعليم
درس ألفريدو كانثاك في ألمانيا بين سنتي 1871 إلى 1881، أولا في هامبورغ، ثم في واندسبيك، لونبورغ وغوترسلوه.  بعد انتقاله إلى إنجلترا في سنة 1881، وبينما بلغ سن 18 عاما، التحق بكلية ليفربول حيث درس هناك لبضعة أشهر ثم إلى جامعة ليفربول سنة 1882، هناك أصبح تألقه الأكاديمي واضحا، حيث نجح فيما بعد في اجتاز امتحانات القبول في جامعة لندن مع مرتبة الشرف. 
التحق بحلول سنة 1887، بمستشفى سانت بارثولوميو في لندن لدراسة الطب، حيث حصل على الميدالية الذهبية في التوليد.  واصل كانثاك بحلول سنة 1889 دراسته في برلين تحت إشراف كل من فيلهلم كراوس، وأخصائي الأمراض الخلوي رودلف فيرخوف، بالإضافة إلى رائد علم الأحياء المجهرية ومؤسس علم البكتيريا الحديث، روبرت كوخ، الحاصل على جائزة نوبل سنة 1905 نظير أبحاثه الرائدة في مجال السل.  أبان كانثاك أثناء دراسته في ألمانيا عن ملاحظات دقيقة وتفكير استبصاري في مجال البحث. 

## المسيرة المهنية

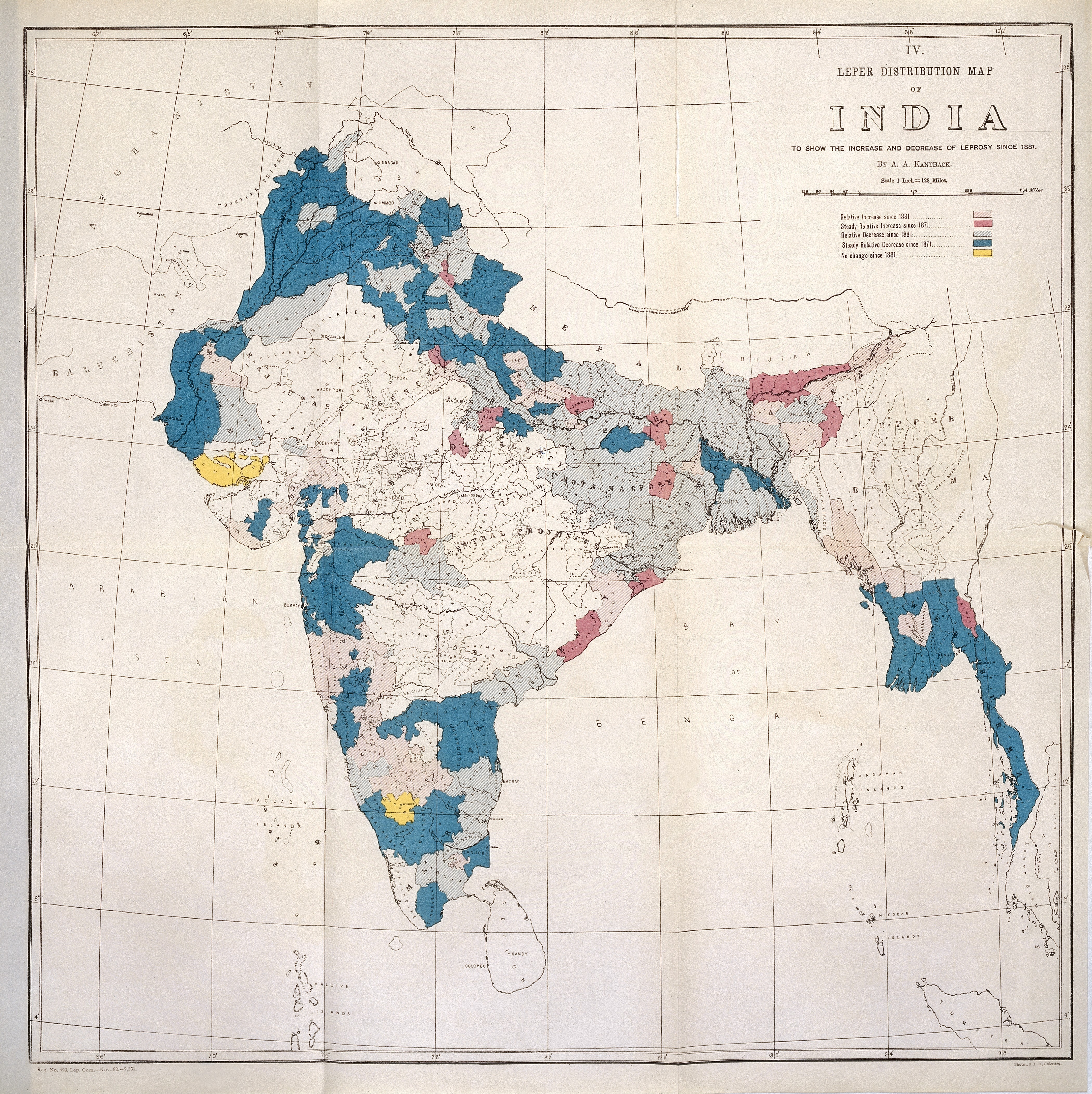
خريطة لألفريدو كانثاك تظهر الزيادة والانخفاظ في
الجذام في الهند منذ سنة 1881.

بعد عودته من برلين سنة 1890، شغل كانثاك منصب أخصائي توليد مقيم في مستشفى سانت بارثولوميو.  بالموازاة مع ذلك، تم تعيينه من قبل الكلية الملكية للجراحين والكلية الملكية للأطباء والهيئة التنفيذية للصندوق الوطني للجذام كواحد من المفوضين الخاصين للتحقيق في انتشار وعلاج مرض الجذام في الهند.  كان من بين استنتاجاته التي تخص انتشار الجذام، أن العدوى المباشرة كانت في الغالب عاملا ضئيلا جدا، وأن الفصل الإلزامي بين مرضى الجذام هو أمرا غير مستحسن.  لدى عودته من الهند في سنة 1891، التحق بجامعة كامبريدج كزميل عامي للدراسة بكلية سانت جونز. حصل كانثاك في الوقت نفسه على منحة جون لوكاس ووكر الخاصة بالبحث الأصلي في علم الأمراض، درس بموجبها علم المناعة. 
بحلول سنة 1892، غادر كانثاك كامبردج وبدأ ممارسة الطب في ليفربول. هناك تم تعيينه كمدرس طبي ومسؤول سجل في مستشفى ليفربول الملكي، حيث أسس مختبر بكتيريا،  ثم في منصب معيد كبير في علم الجراثيم في موقع تم إنشاؤه خصيصا له وأيضا كمدرس طبي في جامعة ليفربول. 
عاد بحلول سنة 1893 إلى سانت بارثولوميو، حيث شغل منصب مدير لقسم علم الأمراض بالمستشفى وكلية الطب التابعة له، كما تقلد أيضا متصبي أستاذ علم الأمراض وعلم البكتريا ومنسق للمتحف. 
عانى كانثاك في سنة 1894 بشدة من حمى التيفوئيد، ولكنه على الرغم من ذلك تمكن من الفوز بجائزة جاكسونيان المرموقة من الكلية الملكية للجراحين سنة 1895 عن مقالته «المسببات المرضية للكزاز وقيمة علاج المصل». 

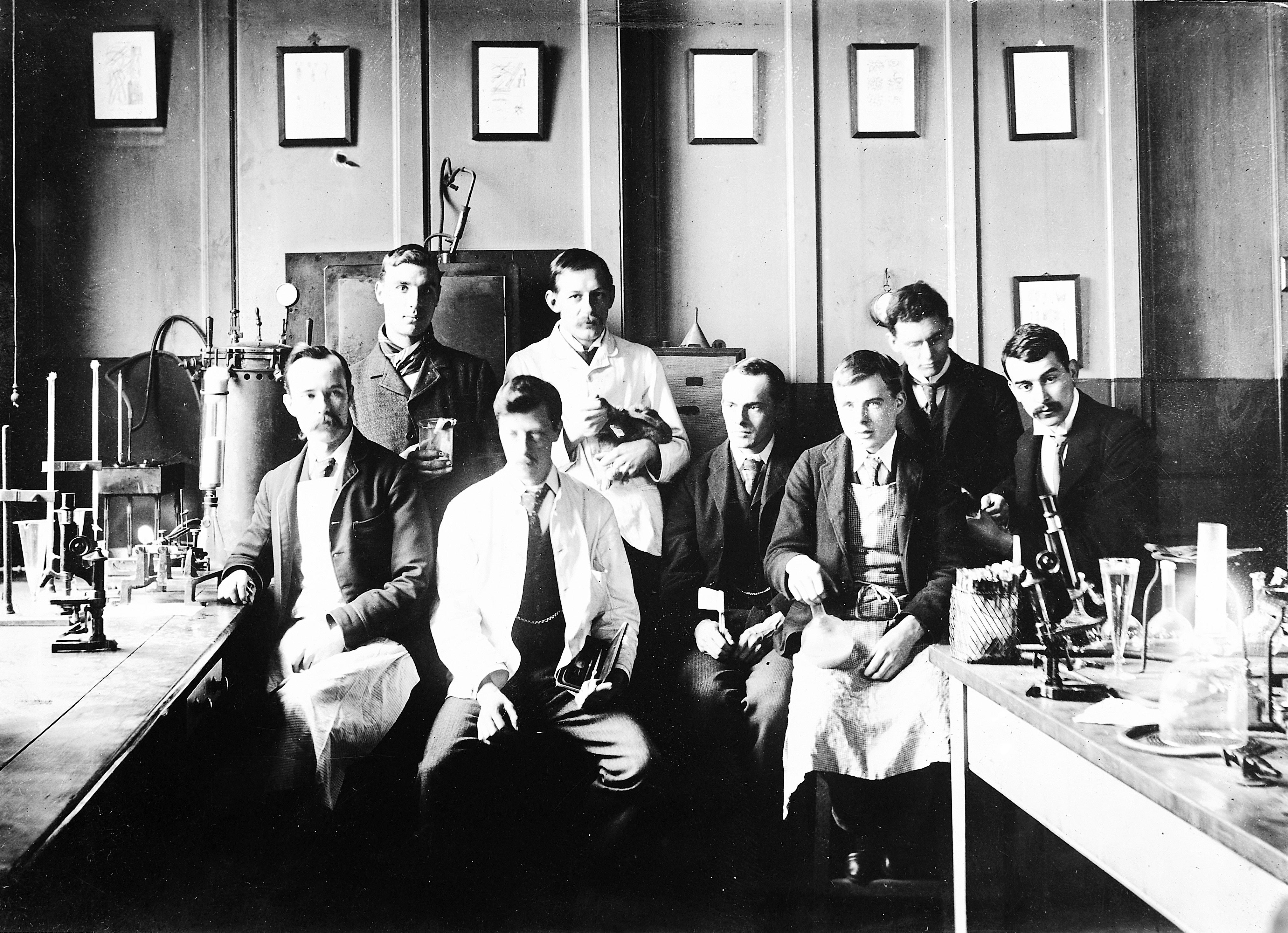
مستشفى سانت بارثولوميو سنة 1896. كانثاك في الصورة مرتديا وزرة بيضاء.

في سنة 1896، تم ترشيحه ليحل محل البروفيسور تشارلز روي، الذي تم تعيينه توا كرئيس جديد لعلم الأمراض في كامبريدج،  لكنه لم يتمكن من تولي مهامه بسبب مشاكل صحية. تطلب هذا من كانثاك السفر من وإلى سانت بارثولوميو والجامعة. انتقل في ربيع عام [[1897[[ إلى كامبريدج حيث حصل على درجة الماجستير الفخرية وانتخب عضوا في الكلية الملكية. في الخريف، خلف تشارلز روي في منصب أستاذ علم الأمراض وهو في سن الرابعة والثلاثين. 
بحلول خريف سنة 1898، تم نشر تقرير بحثه عن ذبابة تسي تسي، كان قد أشرف على إعداده بالاشتراك مع كل من هربرت دورهام ووالتر بلاندفورد. مهد هذا التقرير الطريق لمزيد من البحوث فيما كان يعرف آنذاك بمرض ذبابة التسي تسي، على الرغم من عدم اقتراح أي طريقة للوقاية أو العلاج.  في مجال البحث دائما، كان آخر أعماله بالاشتراك مع الدكتور سيدني سلادين، حول الحليب السلي. 
تاريخيا، يرجع الفضل في استخدام الفورمالين كمادة مثبتة للأنسجة إلى كانثاك. 

## الوفاة
توفي ألفريدو كانثاك بمرض السرطان في 21 ديسمبر 1898 عن عمر ناهز 35 سنة. بعد جنازته التي أقيمت في كنيسة كلية الملك، دفن كانثاك في مقبرة هيستون رود، كامبريدج. 

### التكريم
- لإحياء ذكراه، تبرعت زوجته بعد وفاته بأموال [6] لإنشاء مكتبة في قسم علم الأمراض لا تزال تحمل اسمه. [3][4]
- تكريما لكانثاك ولإنجازاته، وضعت لوحة تذكارية برونزية عند مدخل طريق ملعب التنس. [3]
- تم جمع مبلغ من المال لإنشاء مكتبة كانثاك في معهد الأمراض في مستشفى سانت بارثولوميو. [1][6]
- يتم منذ سنة 1900 في ليفربول منح ميدالية كانثاك في علم الأمراض التجريبية وعلم الأحياء المجهرية، مما يعكس أهمية أعمال كانثاك في هذه المدينة. [7]